# Tha Playah

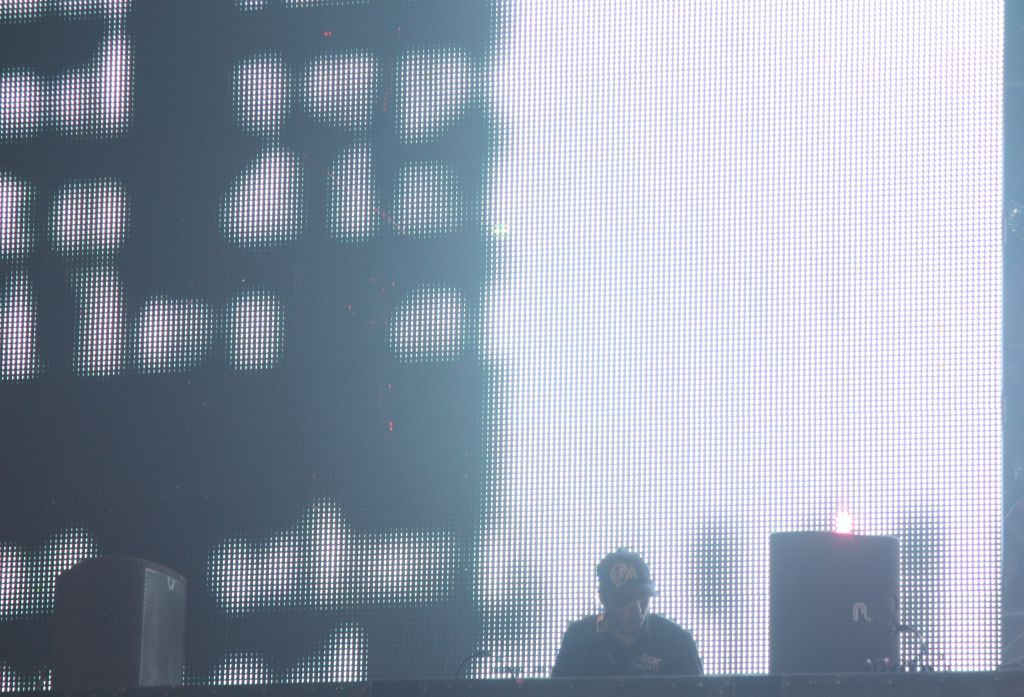
Tha Playah under ett uppträdande på Syndicate 2010.

Tha Playah, artistnamn för Jim Hermsen, född 23 juni 1982 i Nijmegen, är en nederländsk producent och DJ inom hardcore techno och gabber. Han har kontrakt med Neophyte Records och Rotterdam Records.
Hermsen fick skivkontrakt på DJ Neophytes Neophyte Records och gav ut sin första singel Hit 'Em i juni 2002. 2004 skrev han hymnen till festivalen A Nightmare in Rotterdam. 2006 gav han ut samlingsalbumet The Greatest Clits.
Hermsen har samarbetat med bland andra DJ Neophyte, DJ Mad Dog och Evil Activities.